# Balmhorngletscher
Der Balmhorngletscher ist ein Gletscher am Nordhang der Berner Alpen im Schweizer Kanton Bern in der Gemeinde Kandersteg.

## Geographie
Der Balmhorngletscher entspringt am Gipfel des Balmhorns auf einer Höhe von 3697 m ü. M. und fliesst gegen Norden ins Gasterental bis auf eine Höhe von ungefähr 2050 m ü. M. Er hat eine Länge von 2,3 km und eine Oberfläche von 1,7 km². Das Schmelzwasser fliesst über Kander, Aare und Rhein in die Nordsee.

## Geschichte
Durch seine grosse Neigung von 78 % ist er einer der gefährlicheren Gletscher. Im letzten Jahrhundert wurden mehrere Ereignisse durch Eisabbrüche und Eislawinen verzeichnet, welche zu diversen Schäden führten, wie kurzzeitiger Rückstau der Kander im Gasterental sowie mehrfache Beschädigung der Balmhornhütte.